# Димитър Стоянов (физик)
Вижте пояснителната страница за други личности с името Димитър Стоянов.
Димитър Цветанов Стоянов е български физик, член-кореспондент на БАН.

## Биография
Роден е в Пловдив на 6 октомври 1935 година. През 1959 година завършва Софийския университет, специалност физика и впоследствие прави специализации в Обединения институт за ядрени изследвания в Дубна (1963 – 1976) и в Италия (1984, 1986, 1988).
След дипломирането си постъпва в секцията по теоретична физика на Физическия институт на БАН, където е последователно научен сътрудник (1967), старши научен сътрудник II степен (1972) и старши научен сътрудник I степен (1982) в Института за ядрени изследвания и ядрена енергетика. Успоредно с това преподава и във Физическия факултет на СУ, където е доцент (1973) и професор (1982). Член е на научния съвет на Института за ядрени изследвания и ядрена енергетика от 1977 година до смъртта си през 2002 година.
Между 1971 и 1976 година е началник сектор в Лабораторията по теоретична физика на Обединения институт за ядрени изследвания в Дубна.
Чете курсовете по математически методи във физиката, теория на групите и квантова теория на полето. Между 1976 и 1986 година преподава и във Висшия педагогически институт в Шумен (днес Шуменски университет), където води основния курс по математически методи във физиката.
Бил е гостуващ професор в няколко чуждестранни академични институции като Международния център по теоретична физика в Триест (Италия) и Техническия университет в Клаустал (Германия).
Член е на Висшата атестационна комисия от 1985 година. По-късно е заместник-председател на СНС на ВАК за физически науки. Избран е за член-кореспондент на БАН на 16 юни 1997 година.
Почива на 14 януари 2002 година.

## Научни постижения
Научните интереси на Димитър Стоянов са в областите на математическата физика, теоретичната физика и физиката на елементарните частици. Има принос за решаването на релативистичната задача за трите тела (чрез свеждането ѝ до двумерна задача). Изследва дуалността в резонансните модели на амплитудата на разсейването. Прилага подходи от теория на групите в теорията на елементарните частици. Изследва симетриите и нарушаването им при класически двумерни точно решими квантови модели. Отново с подходи от теория на групите, приложени към симетриите, дава точни решения на някои класически четиримерни модели.
Пионер е в областта на конформната суперсиметрия.
Съвместно с акад. Иван Тодоров за първи път изследват квантуването на безкрайно-компонентни полета, преобразуващи се по унитарни представяния на Лоренцовата група и анализират връзката спин – статистика за такива полета, проверявайки валидността на основните постулати на аксиоматичната квантова теория на полето и следствията от тях.